# Rhorer László
Rhorer László (Budapest, 1874. október 18. – Budapest, 1937. augusztus 25.) magyar orvos, fizikus, röntgenológus, egyetemi tanár, eszperantista.

## Családja
Rhorer Győző és Némethy Vilma fia. Házastársa Schall Erzsébet (1882–1959).
Fiai Küllői-Rhorer László sebész és Rhorer Emil Kossuth-díjas gépészmérnök.

## Élete és munkássága
Orvosi tanulmányait 1897-ben fejezte be a Budapesti Tudományegyetemen. Ezt követően gyakornok, 1899-től tanársegéd, 1902-ben magántanár volt az Állatorvosi Főiskolán, majd 1907-től a Budapesti Tudományegyetem orvosi karán. 1908-ban címzetes rendkívüli tanári címet kapott az Állatorvosi Főiskolán, ahol fizikát és fizikai kémiát adott elő. 1910-ben ugyanott az orvosi fizika nyilvános rendes tanára lett. 1923-tól az orvosi fizika és a röntgenológia tanáraként működött a pécsi Erzsébet Tudományegyetemen. Jelentősek az oldatokra, a szén égési elemeire, a H-ion-koncentrációra, a röntgensugarakkal szemben való szenzibilizálásra, az ionizációs dózismérésre, röntgenspektrográfiára, a frakcionált besugárzásra vonatkozó kutatásai és tankönyvei.

## Főbb művei
- A vizelet aciditásának elektrometrikus úton való meghatározása (Orvosi Hetilap, 1901)
- Orvosi Physikai Chemia (Budapest, 1911, 2. kiadás: Budapest, 1922)
- Physika (Budapest, 1914)
- Atomok, molekulák, kristályok (Budapest, 1924)